# 広陽県 (陝西省)
広陽県（こうよう-けん）は中華人民共和国陝西省にかつて設置された県。現在の西安市に相当する。
南北朝時代、北魏により万年県より分割設置された。北周は万年県を広陽県に統合、長安城内に別に万年県を設置している。隋代以降の行政区画変遷は諸説があり、『興地広記』では607年（大業3年）に長安城内の万年県が大興県と改称された際に広陽県も万年県と改称されたとあるが、『元和郡県志』では改称に現有していない。『隋書地理志考証』では開皇年間は改称をしておらず、仁寿年間に煬帝の諱を忌諱する目的で改称されたと考証している。この説に従えば601年（仁寿元年）に万年県と改称されたことになる。